# Castrillo de Onielo
Castrillo de Onielo es un municipio y localidad española de la provincia de Palencia, en la comunidad autónoma de Castilla y León.

## Toponimia
Antiguamente se llamaba Castrillo de la Peña. Proviene del vocablo latino castrum ("castillo, "ciudadela").

## Geografía
Castrillo de Onielo está a una distancia de 30 km de Palencia, la capital provincial, en la comarca de Cerrato. Su término municipal tiene 40,27 km².
El territorio limita con las localidades de: Vertavillo, Valle de Cerrato, Baltanás y Villaconancio.
Las principales vías de comunicación son las carreteras nacionales N-611 o N-610.

## Historia

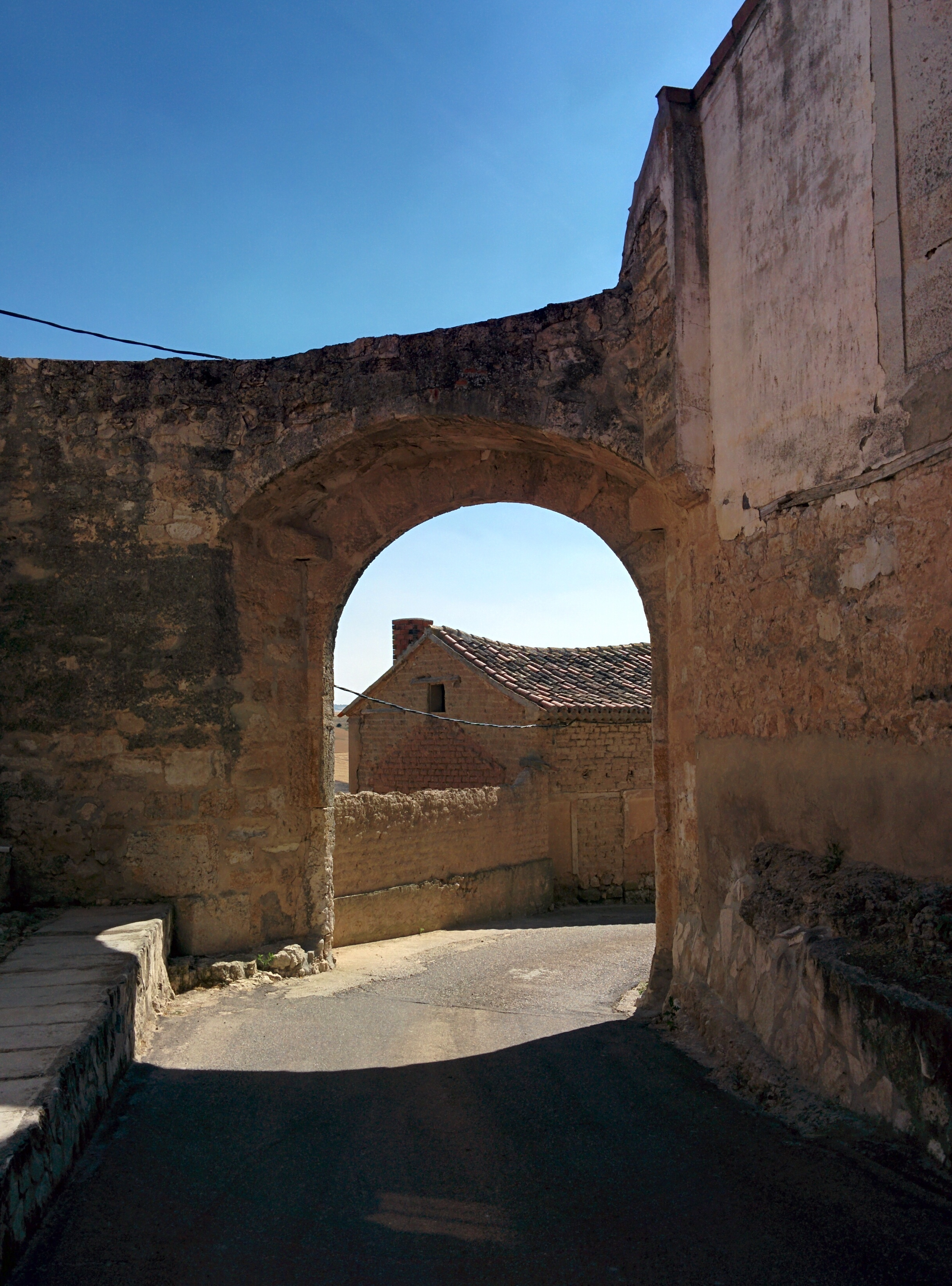
Puerta de acceso a la localidad

Es significativo el nombre toponímico de "Castrillo"- diminutivo romance derivado de la voz latina "castrum" (ciudadela, plaza fuerte, castillo)- que afianza la creencia de que este pueblo ya existía en los lejanos tiempos del Imperio Romano, como expone el profesor Manuel Vallejo del Busto en su obra El Cerrato Castellano, donde también se recoge una buena parte de esta información histórica que se aporta.
Castrillo de Onielo estuvo fortificada en las épocas celtibérica y romana y sus murallas debieron ser impresionantes según se desprende de los restos que aún se conservan y de la puerta de arco de entrada a la localidad y emblema de la misma.

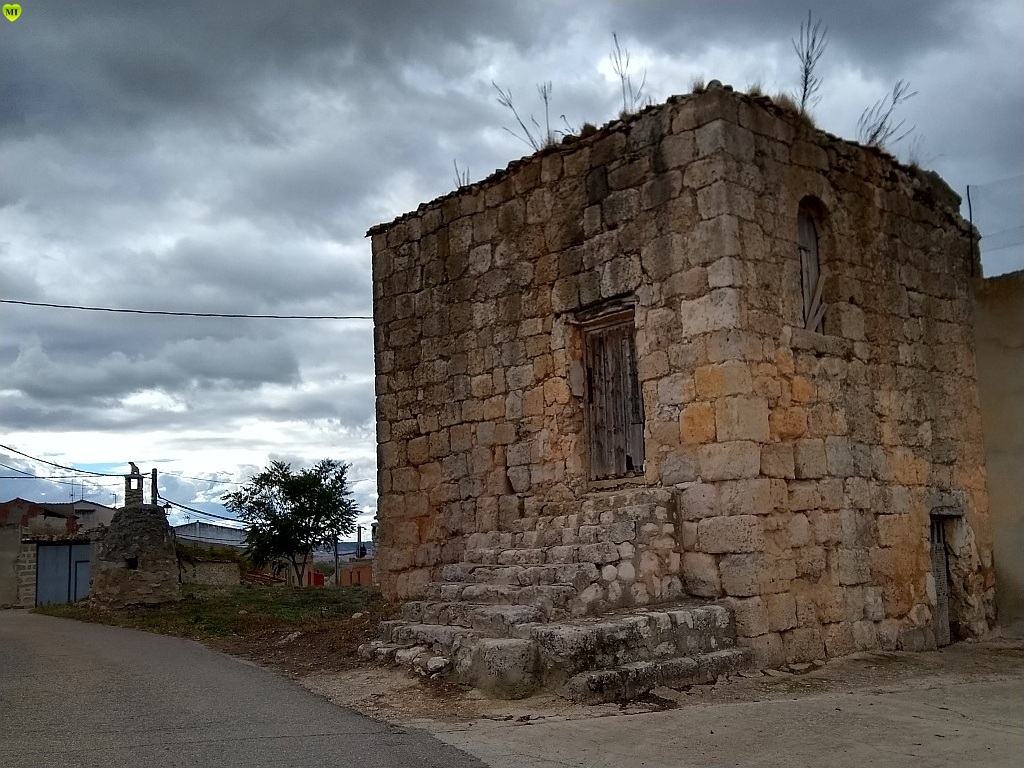

En la Edad Media fue reconquistado por las tropas de Don Alfonso III de Asturias el Magno. Uno de los primeros personajes feudales que ostentaron el señorío de esta villa fue Doña Eilo, primera esposa del conde Ansúrez, fundador de la ciudad de Valladolid, y de quien deriva el nombre actual «El Castillo de Doña Eilo».[cita requerida]
En 1041, Gundisalbo Belasquoz y su esposa Gotina vendieron a Doña Gelbira el solar que poseían en "Castrello de domna Eilo" (Castrillo de Onielo) por la cantidad de veinte sólidos de plata, además de otras heredades en el pago. En 1233, entre la nobleza castellana figuraba ya Pedro Fernández "de Castriel de don Elo" y era lugar de behetría y señorío natural de un buen número de personajes distinguidos de la época.
En 1345, esta villa se denominaba "Castrel de Onnielo" y poseía el templo parroquial de Santa María; perteneciendo, en lo eclesiástico, al arciprestazgo de Baltanás, Arcedianato de Cerrato y Diócesis de Palencia, para poco más tarde pertenecer en lo civil a la Merindad de Cerrato. En la Edad Moderna, en 1474 existía un judería, que desapareció en 1493 (se conserva un símbolo en la portada en una casa particular)
En el primer cuarto del siglo XVI, existía en la villa un Monasterio de religiosas Canónigas Reglares de San Agustín. En 1752, Castrillo de Onielo era villa de realengo de la Provincia de Palencia, con Alcaldes Regidores, hasta 1785 no contó con un alcalde ordinario.
En el término de esta villa estaba comprendido la mitad del término despoblado de la villa de Renedo de la Vega de Cerrato, que se partió entre Castrillo de Onielo y Vertavillo. También poseía un término comuniego con la villa de Vertavillo, llamado Valdecuriel.
En el siglo XVIII, entre las familias residentes en esta villa, figuraban las que poseían -entre otros- los siguientes apellidos: Abarquero, Aguado, Alonso, Arias, Bachiller, Barrio, García, González, Gutiérrez, Maestro, Moreno, Nieto, Palacios, Rojo, Romero y Ruiz.
En la Edad Contemporánea la vega de este pueblo estaba cercada de montes por el Noroeste y por el Sur. En 1847, la localidad pertenecía al Partido Judicial de Baltanás, en la Provincia y Diócesis de Palencia. Por entonces, el templo parroquial estaba bajo la advocación de Nuestra Señora de la Paz y existían las Ermitas de Nuestra Señora de Villagustos y Nuestra Señora del Cortijo.
Dentro del término había dos molinos harineros, tres puentes de piedra, un lavadero público y varios despoblados: Santiago Sombrión y Renedo de la Vega ( cuyo solar pasó después a Vertavillo). En 1930 había 879 habitantes y antes de la guerra 52 personas residían en unas cuevas excavadas en montaña denominadas "chozas".
Como lugares más destacados figuran: Arco de Entrada: Restos de lo que fuera la fortaleza, Iglesia Parroquial de Nuestra Señora de la Paz; Escudos Nobiliarios en las casas particulares –el más importante es el de un antiguo inquisidor–, y la imagen de lo que se cree fue una antigua judería.

### sigloXIX
Así se describe a Castrillo de Onielo en la página 203 del tomo VI del Diccionario geográfico-estadístico-histórico de España y sus posesiones de Ultramar, obra impulsada por Pascual Madoz a mediados del siglo XIX:

CASTRILLO DE ONIELO

Villa con ayuntamiento en la provincia y diócesis de Palencia (5 leguas), partido judicial de Baltanás (2), audiencia territorial y capitanía general de Valladolid (7).
Situada en un elevado cotarro, desde donde se descubre un extenso horizonte. Está combatida por todos los vientos, con especialidad por el N y NO. Goza de clima sano, siendo las pulmonías las enfermedades que más frecuentemente padecen sus habitantes.
Cuenta 110 casas con dos pisos de 11 a 12 varas de altura y de mala distribución interior por ser muy antiguas. Tiene 2 plazas pequeñas, cuadradas y llanas, la una con soportal; las calles aunque sin empedrar, son cómodas, limpias y rectas. Hay un pósito fundado por Don Francisco Martínez, beneficiado que fue en la misma villa en 1585, cuyo capital consiste en 160 fanegas y un celemín de trigo; una escuela de primeras letras con la dotación de 1.750 reales, a la que concurren 23 alumnos; una iglesia parroquial dedicada a Nuestra Señora de la Paz y servida por 3 beneficiados patrimoniales; 2 ermitas extramuros con la advocación de Nuestra Señora de Villabustos y Nuestra Señora del Cortijo; un cementerio a 400 pasos del pueblo que por su posición no puede perjudicar a la salud pública; una casa consistorial y 4 fuentes de buenas y abundantes aguas fuera de la población, la una con pilón de piedra labrada. También hay un pozo para abrevadero de los ganados y un lavadero cuadrado bien construido.
Confina el término N Baltanás; E Villaconancio; S Vertavillo, y O Valle, el que más a la distancia de 2 leguas; comprende 2 despoblados que son Santiago y Renedo de la Vega.
Participa de monte y llano; este consiste en dos pedazos, uno en el camino de Baltanás y Valle de Cerrato, llamado la Dehesilla, cuya cabida es de 255 obradas plantadas de encina chaparral; el otro titulado Valle de Robledo y Barco de Trasmonte, consiste en 265 obradas igualmente de chaparros.
El terreno que ocupan es bastante árido y pedregoso, encontrándose en buen estado por el mucho celo de los vecinos. La parte restante del término está dividida en pequeños valles, el mayor de los cuales es el que se extiende entre oriente y mediodía a poniente; se cultivan con 800 obradas de tierra de pan llevar anualmente, 210 de segunda calidad, 290 de tercera y 300 de cuarta; tiene como 100 obradas de viñedo y dos pedazos de prado de secano para pastos de 24 fanegas de sembradura cada uno; también hay bastante arbolado de fresno negro de dominio particular.
Como a 600 pasos de distancia del pueblo pasa el arroyo Maderón, cuyas aguas marchan de E a O en dirección de Cevico de la Torre; sobre él hay 3 puentes de piedra labrada de un arco cada uno de 1 1/2 varas de altura; otro arroyuelo cruza el término, dejando a la derecha la población, cuyo origen viene de una fuente que nace junto al lavadero titulado la Urna; es muy escaso de agua y se incorpora con el primero sin salir de la jurisdicción de la villa que se describe.
Hay 4 caminos en mediano estado que conducen a los pueblos limítrofes. La correspondencia la reciben de Vertavillo por medio de valijero.
Producciones: trigo, cebada, vino y avena; ganado lanar; caza de liebres, conejos y perdices, y pesca de cangrejos y algunos peces. 
La industria se reduce a la agricultura y a 2 molinos harineros en estado regular.
Población: 102 vecinos, 531 almas.

Capital productivo: 586.700 reales. Imponible: 22.909. El presupuesto municipal asciende a 5.000 reales y se cubre con el fondo de propios y aprovechamiento de pastos y montes.

## Geografía humana

### Demografía
Cuenta con una población de 91 habitantes (INE 2024).

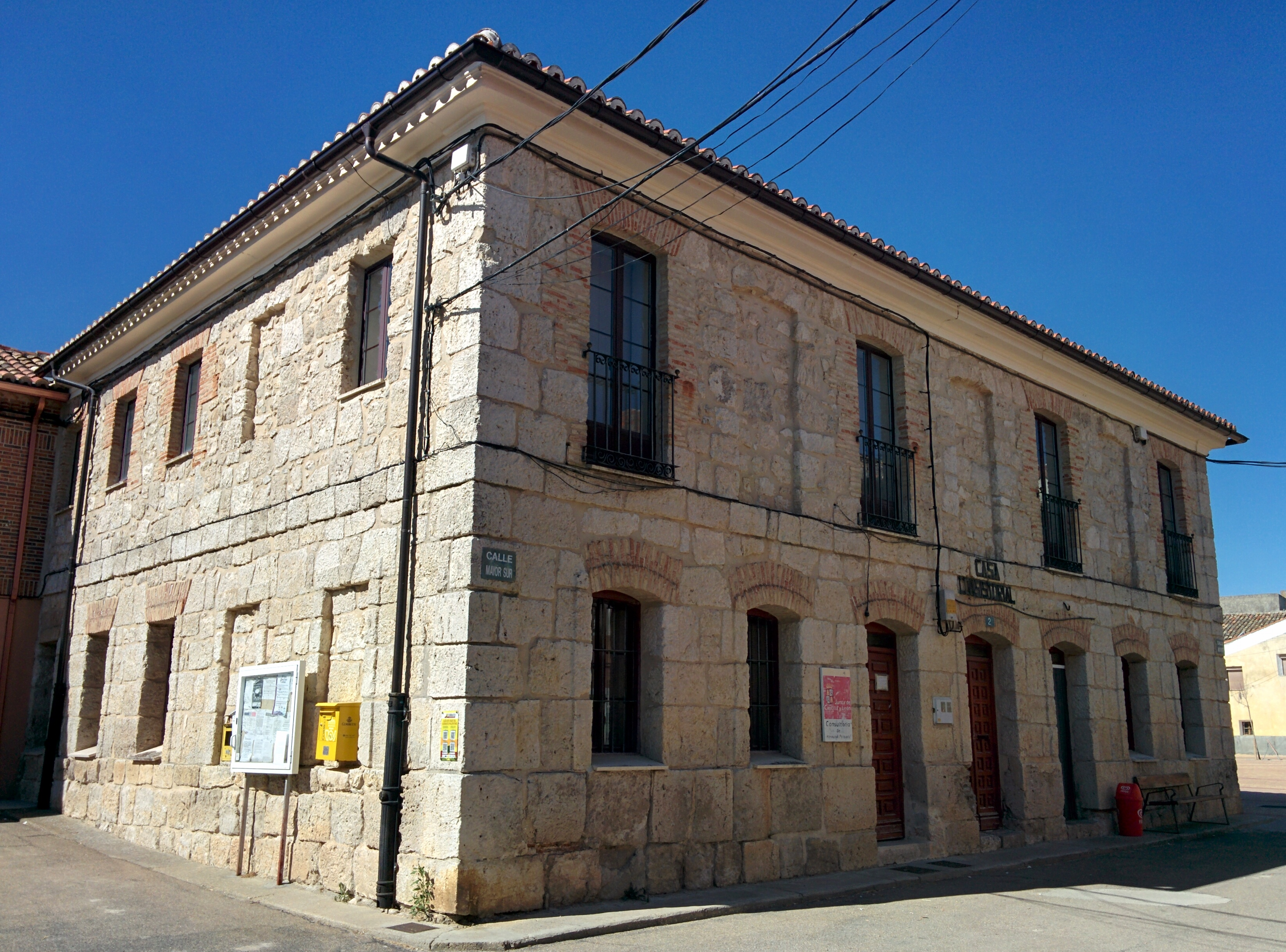
Casa consistorial

| Gráfica de evolución demográfica de Castrillo de Onielo entre 1842 y 2021                                             |
| |
| Población de derecho según los censos de población del INE. Población de hecho según los censos de población del INE. |

### Economía
- Agricultura de secano y ganadería.

## Patrimonio
- Puerta Medieval de Castrillo.
- Iglesia parroquial de Ntra. Sra. de la Paz (Románico): Es una construcción románica en piedra cuyo origen se remonta al siglo XII, pero ha sido modificada en siglos posteriores, manteniéndose únicamente las dos portadas originales y algunos elementos interiores. De las portadas, una está orientada al sur y la otra hacia el oeste, y sus arquivoltas están decoradas con figuras de animales enfrentados. La edificación consta de tres naves con bóveda de arista separadas por pilares, y en la nave izquierda se encuentra un Cristo del Amparo fechado en el siglo XV. La sacristía atesora una cajonería de nogal del siglo XVI tallada con imágenes del Vía Crucis.
- Ermita de la Virgen de Villabustos.
- Dos antiguos molinos harineros.
- Escudo Nobiliario de un inquisidor.
- Rollo Jurisdiccional que se remonta hasta el siglo XVI.

## Fiestas
- Ntra. Sra. de la Paz: Se celebra el 24 de enero en honor a la patrona de Castrillo de Onielo.
- Virgen de Villabustos: Se celebra en mayo en honor a esta virgen de Castrillo de Onielo con salida desde la ermita.
- Semana cultural (antigua Fiesta del Emigrante): Se celebra en el tercer domingo de agosto en honor a los lugareños y lugareñas que tuvieron que partir a otras partes de España o del mundo.

## Instalaciones deportivas
- Frontón.
- Pista Polideportiva.